# Hector Quilliet
Pour les articles homonymes, voir Quilliet.
Hector Quilliet, né le 11 mars 1859 à Bois-Bernard (Pas-de-Calais, France) et mort 26 novembre 1928 à Lille (Nord, France), est un prélat catholique français, évêque de Limoges de 1913 à 1920, deuxième évêque de Lille de 1920 à 1928 puis archevêque titulaire de Sergiopolis (de) jusqu'à sa mort.

## Biographie
Le 22 septembre 1881, il est ordonné prêtre pour le diocèse de Cambrai.
Le 24 décembre 1913, le pape Pie X le nomme évêque de Limoges. Le 19 mars 1914, il est consacré évêque par Jean-Arthur Chollet, assisté d'Émile-Louis-Cornil Lobbedey et Alexis-Armand Charost.
Le 18 juin 1920, il est nommé évêque de Lille par le pape Benoît XV.
Intransigeant, proche de l’Action française, il est farouchement opposé à toutes les formes du modernisme et ce n'est qu'avec réticence qu'il laisse le syndicalisme chrétien se constituer, en butte aux attaques virulentes du Consortium de l'industrie textile fondé par Eugène Mathon en 1919. Au lendemain de la Première Guerre mondiale, c'est sous son épiscopat que les travaux de la cathédrale Notre-Dame-de-la-Treille reprennent pour engager la construction du transept.
Le 23 mars 1928, il démissionne de sa charge et est immédiatement nommé archevêque titulaire de Sergiopolis (de).

## Succession apostolique
Hector Quilliet a ordonné les évêques suivants :
- Évêque Charles-Albert-Joseph Lecomte (1921)